# José Leyver Ojeda
José Leyver Ojeda Blas (* 12. November 1985 in Nanchital de Lázaro Cárdenas, Veracruz) ist ein mexikanischer Geher.

## Sportliche Laufbahn
José Leyver Ojeda Blas sammelte im Jahr 2004 erste Wettkampferfahrung im Gehen auf nationaler Ebene. Drei Jahre später nahm er in der Geher-Challenge des Weltverbandes in Naucalpán teil, wurde über 20 km allerdings disqualifiziert. 2008 trat er in Chihuahua im gleichen Wettkampf an und belegte diesmal mit einer Zeit von 1:30:45 h den 19. Platz. 2009 konnte er sich deutlich bis auf 1:25:22 h verbessern. Zudem bestritt er seine ersten Wettkämpfe auf der 50-km-Distanz und stellte im Oktober in Italien mit 3:57:15 h eine Bestzeit auf. Im März 2011 verbesserte er sich auf 3:52:33 h und qualifizierte sich damit für die Weltmeisterschaften in Daegu. Anfang April konnte er sich auch über 20 km bis auf 1:22:30 h steigern. Anfang September trat er dann bei den Weltmeisterschaften in Südkorea an und kam mit einer Zeit von 3:55:37 h auf dem 18. Platz ins Ziel. Ende Oktober nahm er in der Heimat an den Panamerikanischen Spielen teil und konnte mit Bestzeit von 3:49:16 h die Silbermedaille gewinnen. Anschließend gelang es Ojeda auch sich für die Olympischen Sommerspiele 2012 in London zu qualifizieren, bei denen er im August über 50 km an den Start ging. Dort landete er auf dem 25. Platz. Seine nächsten Wettkämpfe konnte er erst wieder 2014 absolvieren. Im August konnte er in jenem Jahr die Bronzemedaille über 50 km bei den Mexikanischen Meisterschaften gewinnen.
2015 belegte Ojeda den vierten Platz über 50 km beim Panamerikanischen Geher-Cup in Chile. 2016 lief er im März in der Slowakei eine Zeit von 3:50:40 h und qualifizierte sich damit für seine zweite Teilnahme an den Olympischen Sommerspielen. Im August ging er in Rio de Janeiro an den Start und landete wie schon 2012 in London auf dem 25. Platz über 50 km. 2017 stellte Ojeda im April in Naumburg seine persönliche Bestleistung von 3:45:09 h auf. Damit war er zum zweiten Mal für die Weltmeisterschaften qualifiziert. In London landete er im August mit einer Zeit von 3:51:17 auf dem 20. Platz. 2018 stellte er, erneut im April in Naumburg, eine neue Bestleistung auf. Diesmal mit 1:21:30 h über 20 km. Anfang August trat er dann wieder über 50 km bei den Zentralamerika- und Karibikspielen an und konnte schließlich die Goldmedaille gewinnen. 2019 steigerte er sich im Juni in Spanien erneut auf der 20-km-Distanz und war mit einer Zeit von 1:21:08 h zum ersten Mal auf dieser Distanz für die Weltmeisterschaften qualifiziert, wenngleich er während des Wettkampfes in Doha disqualifiziert wurde. Zuvor hatte er sich eine Verletzung in der Leistengegend zugezogen. Nachdem er, aufgrund der COVID-19-Pandemie, 2019 keinen Wettkampf bestreiten konnte, absolvierte er im März 2021 seinen ersten Wettkampf über 50 km seit April 2019 in einer Zeit von 3:58:31. Damit verpasste er zwar die geforderte Qualifikationsnorm zu unterbieten. Über seinen Platz auf der Weltrangliste ist er allerdings dennoch für die Olympischen Sommerspiele in Tokio qualifiziert. Nachdem er bei seinen ersten beiden Olympiateilnahmen jeweils auf Platz 25 ins Ziel gekommen war, erreichte er Anfang August in Sapporo als 15. das Ziel.

## Wichtige Wettbewerbe
| Jahr               | Veranstaltung                     | Ort                | Platz              | Disziplin          | Zeit               |
| Startet für Mexiko | Startet für Mexiko                | Startet für Mexiko | Startet für Mexiko | Startet für Mexiko | Startet für Mexiko |
| ------------------ | --------------------------------- | ------------------ | ------------------ | ------------------ | ------------------ |
| 2011               | Weltmeisterschaften               | Daegu              | 18.                | 50 km Gehen        | 3:55:37 h          |
| 2011               | Panamerikanische Spiele           | Guadalajara        | 2.                 | 50 km Gehen        | 3:49:16 h          |
| 2012               | Olympische Sommerspiele           | London             | 25.                | 50 km Gehen        | 3:55:00 h          |
| 2016               | Olympische Sommerspiele           | Rio de Janeiro     | 25.                | 50 km Gehen        | 3:56:07 h          |
| 2017               | Weltmeisterschaften               | London             | 20.                | 50 km Gehen        | 3:51:17 h          |
| 2018               | Zentralamerika- und Karibikspiele | Barranquilla       | 1.                 | 50 km Gehen        | 4:02:45 h          |
| 2019               | Weltmeisterschaften               | Doha               |                    | 20 km Gehen        | DSQ                |
| 2021               | Olympische Sommerspiele           | Tokio              | 15.                | 50 km Gehen        | 3:56:53 h          |

## Persönliche Bestleistungen
- 10-km-Gehen: 45:45 min, 5. Mai 2004, Tepic
- 20 km Gehen: 1:21:08 h, 8. Juni 2019, La Coruña
- 50-km-Gehen: 3:45:09 h, 23. April 2017, Naumburg

## Sonstiges
Ojeda ist verheiratet und hat mit seiner Frau zwei gemeinsame Töchter. Er bekleidet den Rang eines First Sergeant bei den Mexikanischen Streitkräften und trainiert auf dem Militärgelände Campo Militar 1 am Rande von Mexiko-Stadt.